# Arisa (manga)
|  | «Arisa» redirigeix aquí. Si cerqueu la cantant italiana, vegeu «Arisa (cantant)». |

Arisa (en japonès: アリサ) és un manga creat per la mangaka Natsumi Ando. Se començà a publicar en la revista Nakayoshi de Kodansha en l'any 2009.

## Argument
Arisa i Tsubasa són germanes bessones. Per culpa del divorci de sons pares, s'han estat enviant cartes en secret durant els últims tres anys. Un dia, Arisa li demana a la seua bessona, Tsubasa, que fingisca ser ella per un dia en el seu col·legi. Tsubasa gaudeix de la visita.
Més tard Tsubasa li lliura una estranya nota a Arisa, una nota que havia trobat en la taquilla de la seua germana. I és llavors quan Arisa esmenta alguna cosa sobre que Tsubasa no sap el seu secret i el de la seua classe. Arisa poc després tracta de suïcidar-se saltant per la finestra, però sortosament sobreviu. A partir d'este moment, Arisa roman en un coma profund.
Tsubasa descobrix la nota i llig en ella: "Sodona Arisa és una traïdora". Tsubasa decidix descobrir la veritat que s'amaga darrere de la misteriosa nota, que està connectada amb l'intent de suïcidi de la seua germana. Així continua assistint a l'escola d'Arisa, fent-se passar per ella.